# Inscripción Balshi

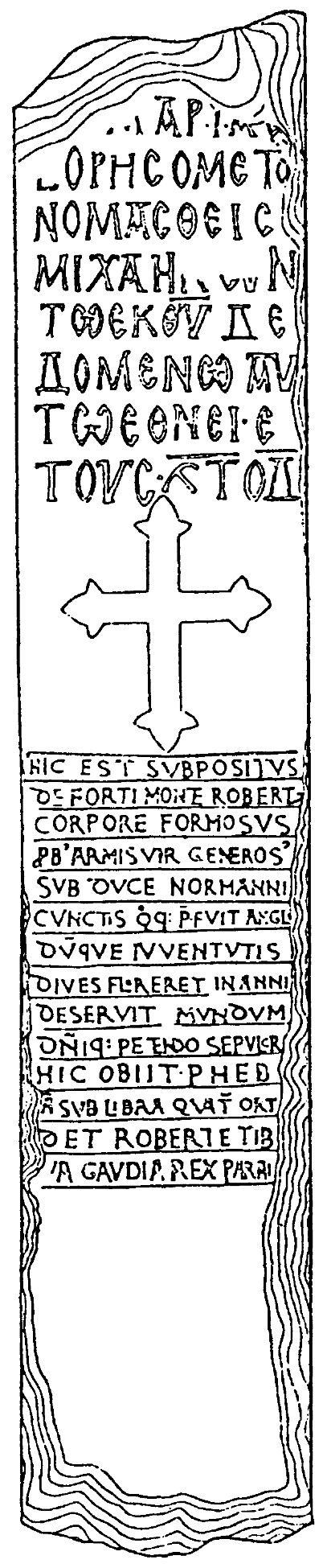
Dibujo de toda la columna por Praschniker.

La inscripción Ballshi es un epígrafe de la época del gobernante búlgaro (knyaz) Boris I (852–889) que testifica sobre la cristianización de Bulgaria. La inscripción fue desenterrada por soldados austrohúngaros cerca de Ballshi, Albania, en 1918 entre las ruinas de un monasterio.
La inscripción Ballshi es una fuente nacional clave que da información importante sobre la cristianización de los búlgaros y la ubicación de la frontera suroeste del Primer Imperio Búlgaro y la región de Kutmichevitsa durante el gobierno de Boris. Escrita en griego búlgaro, cubre la parte superior de una columna de mármol que también presenta, en su parte inferior, el posterior epitafio en latín del comandante normando Robert de Monfort, quien murió en 1108, con una cruz separándolo del texto original.

## Texto
[Εβαπτισθη ο εκ θ(εo)υ αρχων Βουλγ]αρια[ς]
Βορης ο μετο-

νομασθεις

Μιχαηλ συν

τω εκ θ(εο)υ δε-

δομενω αυ-

τω εθνει ε-

τους ςτοδ.
[El por Dios arconte de Búlg]aria Boris, renombrado Miguel, [fue bautizado] junto con su pueblo entregado por Dios en el año 6374 [1 de septiembre de 865 – 31 de agosto de 866]